# 여의동 (서울)
여의동(汝矣洞)은 서울특별시 영등포구의 행정동이다.

## 역사
- 고구려: 잉벌노, 즉 지금의 영등포 일대를 포함한 금천현에 속함.[1]
- 조선시대 : 한성부 성저십리 여의도 및 율도
- 1910년 10월 1일 : 경기도 경성부 연희면 여의도 및 서강면 율도
- 1914년 4월 1일 : 경기도 고양군 용강면 여율리[2]
- 1936년 4월 1일 : 경기도 경성부 여의도정[3]
- 1936년 7월 23일 : 경기도 경성부 영등포출장소 여의도정
- 1943년 6월 10일 : 경기도 경성부 영등포구 여의도정
- 1945년 8월 15일 : 경기도 서울부 영등포구 여의도정
- 1946년 8월 15일 : 경기도 서울시 영등포구 여의도동
- 1946년 9월 28일 : 서울특별자유시 영등포구 여의도동[4]
- 1949년 8월 15일 : 서울특별시 영등포구 여의도동
- 1971년 10월 10일 : 행정동 여의도동 신설
- 1980년 7월 1일 : 여의도동에서 여의동으로 개칭

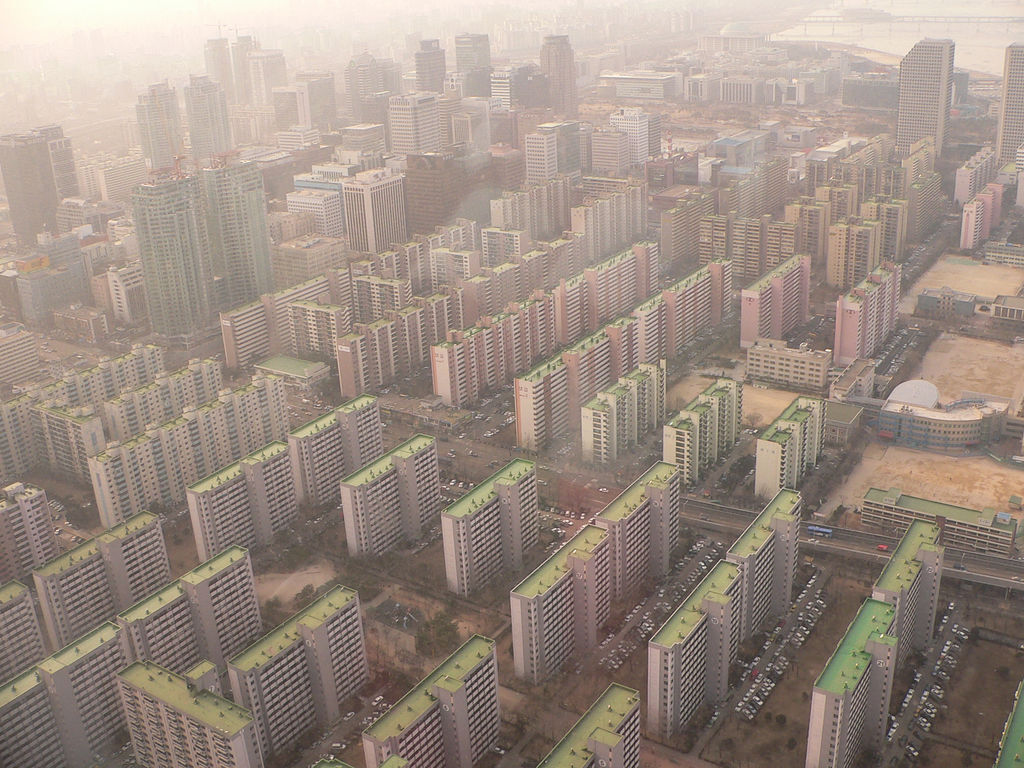
아파트 단지

## 시설

### 교육
- 서울윤중초등학교
- 윤중중학교
- 서울여의도초등학교
- 여의도중학교
- 여의도고등학교
- 여의도여자고등학교

### 주거
아파트
- GS건설 브라이튼 여의도 (여의도동) : 입주미정.

### 기업체
- CNTV
- 머니투데이방송 (2008년 10월 ~ 현재)
- 한국HP

### 방송사
- 애니맥스브로드캐스팅코리아
- 애니플러스
- KBS 본사
- 국회방송

### 종교
- 여의도순복음교회
- 메라부처님불교상절

### 외교 시설
- 주한 인도네시아 대사관
- 주한 콩고 민주 공화국 대사관

## 교통

### 교량
- 서강대교
- 마포대교
- 원효대교

### 도로
- 여의대로
- 의사당로
- 여의서로
- 여의동로
- 국제금융로
- 여의대방로

### 버스
- 여의도환승센터

### 철도
- 여의도역, 여의나루역 (● 수도권 전철 5호선)
- 국회의사당역, 여의도역, 샛강역(● 서울 지하철 9호선)

## 같이 보기
- 대한민국의 행정 구역